# Danske mord
Danske mord er en dansk tv-dokumentarserie bestående af fire sæsoner, som blev sendt fra 2008 til 2022. Serien omhandler opklaringen af en række danske mord. Blandt de medvirkende er bl.a. den tidligere drabschef Bent Isager-Nielsen og museumsleder ved Politimuseet, Frederik Strand. Serien kan ses på DRTV.

## Serieoversigt

### Sæson 1 (2008)
| Nr. i serie | Nr. i sæson | Titel                        | Oprindelig sendedato |
| --- | ----------- | ---------------------------- | -------------------- |
| 1 | 1           | "Englemagersken"             | 2. marts 2008        |
| Historien om den danske seriemorder Dagmar Overby, der dræbte ni spædbørn i perioden 1913-1920.                                                                            |             |                              |                      |
| 2 | 2           | "Den tvekønnede morder"      | 9. marts 2008        |
| Historien om den interkønnet seksualforbryder og barnemorder Vilhelmine Møller, der arbejdede som børnehjemforstanderinde.                                                 |             |                              |                      |
| 3 | 3           | "Smukke Carola"              | 16. marts 2008       |
| Det uopklarede drab på Caroline Marie Larsen – i datidens prostitutionsmiljø kendt som Smukke Carola. Hun blev dræbt den 14. maj 1916 i sin lejlighed på Christianshavn.   |             |                              |                      |
| 4 | 4           | "Bødlen der huggede forkert" | 9. november 2008     |
| Historien om rovmorderen Anders Sjællænder Nielsen, som i 1882 blev halshugget af bødlen Theodor Seistrup i fuld offentlighed under overværelse af næsten 3.000 tilskuere. |             |                              |                      |
| 5 | 5           | "Rovmorderen Bulotti"        | 16. november 2008    |
| Historien om den russiske indvandrer Johan Andrew Bulotti, der blev dødsdømt i 1909 for mordet på gårdejer Lauritz Nicolai Beck.                                           |             |                              |                      |

### Sæson 2 (2019)
| Nr. i serie | Nr. i sæson | Titel                        | Oprindelig sendedato |
| --- | ----------- | ---------------------------- | -------------------- |
| 6 | 1           | "Skelettet i sommerhuset"    | 28. januar 2019      |
| I oktober 1976 graver politiet en mand op på en sommerhusgrund nord for Viborg. Det viser sig at være skelettet efter en mand, som forsvandt 12 år tidligere. Skelettet har to store huller i kraniet, mens ellers er der meget få spor at gå efter. |             |                              |                      |
| 7 | 2           | "Kvinden i kufferten"        | 4. februar 2019      |
| I oktober 1944 bliver et kvindelig i flere dele fundet i København. Nogle kropsdele ligger i en kuffert, andre i kasser og i Christianshavns Kanal dukker hendes hoved op. Danmark er besat af tyskerne og det danske politi er opløst, så der er ingen til at opklarer sagen.                                                                                             |             |                              |                      |
| 8 | 3           | "De københavnske kvindedrab" | 11. februar 2019     |
| Den 9. juni 1991 bliver Rikke Hansen fundet brutalt myrdet i sin lejlighed i Hvidovre. Hun er det sjette kvindelige drabsoffer på kun 18 måneder. Alle sagerne er uopklarede, politiet er presset og befolkningen bange. |             |                              |                      |
| 9 | 4           | "Hypnosemordene"             | 18. februar 2019     |
| I marts 1951 begår en mand et bankrøveri i København. Han dræber to bankansatte og flygter på cykel gennem Nørrebros gader. Da politiet pågriber ham, begynder han at tale om en skytsånd, som giver ham beskeder. Efterhånden opstår der en enestående teori hos politiet: Kan det være rigtigt, at gerningsmanden var under hypnose, da han begik forbrydelsen?          |             |                              |                      |
| 10 | 5           | "Det forkullede lig"         | 25. februar 2019     |
| I februar 1978 opdager en medarbejder på Amager-forbrændingen en forkullet menneskekrop. Alle spor peger mod Christiania, og gerningsmændene bliver ret hurtigt pågrebet. De erkender hurtigt at stå bag det bestialske mord, men kan - eller vil - ikke fortælle, hvem det er, de har slået ihjel. Liget er så ilde tilredt, at det er umuligt at identificerer personen. |             |                              |                      |

### Sæson 3 (2021)
| Nr. i serie | Nr. i sæson | Titel                             | Oprindelig sendedato |
| --- | ----------- | --------------------------------- | -------------------- |
| 11 | 1           | "Drabene på Femøren"              | 28. juni 2021 (DRTV) |
| Den 20. maj 1984 dræber Naum Conevski to unge mænd på Femøren ved Amager Strand. |             |                                   |                      |
| 12 | 2           | "Den firedobbelte politimorder"   | 28. juni 2021 (DRTV) |
| Den 18. september 1965 dræber Palle Sørensen fire politibetjente på Amager. Drabene skete i forbindelse med, at han blev stoppet af patruljevogne på vej hjem fra en indbrudsturné med sin kammerat Norman Lee Bune. |             |                                   |                      |
| 13 | 3           | "Barnemordet der rystede Danmark" | 28. juni 2021 (DRTV) |
| I november 1947 bliver den otteårige Anne fundet dræbt ved Utterslev Mose. Hun har været udsat for et seksuelt overgreb. Politiet er på bar bund, og befolkningen i området er forfærdede. Efterforskningen varer flere år og afslører en lang række skjulte seksuelle overgreb på børn i københavnsområdet. Afsløringerne starter en udvikling mod mere åbenhed om seksuelle overgreb og børns trivsel generelt.                                                                              |             |                                   |                      |
| 14 | 4           | "Jagten på nazi-morderne"         | 28. juni 2021 (DRTV) |
| En vintermorgen i 1944 bliver liget af digteren og præsten Kaj Munk fundet i en grøftekant. Mordet udløser enorm vrede i det besatte Danmark, og Kaj Munk bliver et symbol på modstandskampen. |             |                                   |                      |
| 15 | 5           | "Liget i tønden"                  | 28. juni 2021 (DRTV) |
| Den 7. januar 1890 forsvinder Johan Meyer i København og politiet frygter der ligger en forbrydelse bag. En overbetjent fra det nyoprettede kriminalpoliti mistænker en sæbefabrikant fra byens fineste kredse for at stå bag. Fabrikanten flygter, men det lykkes overbetjenten at finde ham og sagen udvikler sig til en af Danmarks mest kringlede og bizarre mordgåder. Liget dukker op i en tønde i New York og motivet skal måske findes i tidens litterære og nihilistiske strømninger. |             |                                   |                      |

### Sæson 4 (2022)
| Nr. i serie | Nr. i sæson | Titel                      | Oprindelig sendedato     |
| --- | ----------- | -------------------------- | ------------------------ |
| 16 | 1           | "En seriemorders signatur" | 28. november 2022 (DRTV) |
| I 1971 dræber Claus Berggren en 8-årig pige på Nørrebro, mens han fem år senere dræber en 15-årig pige i Randers. |             |                            |                          |
| 17 | 2           | "Når flokken dræber"       | 28. november 2022 (DRTV) |
| Historien om æresdrabet på Ghazala Khan. |             |                            |                          |
| 18 | 3           | "De usynlige spor"         | 28. november 2022 (DRTV) |
| Den 16. maj 1931 bliver der gjort et makabert fund i Sydhavnen. I vandet ved den store Belvederekloaks udløb finder man to afsavede underben fra et menneske. Politiet undrer sig, for ingen er meldt savnet. Undersøgelser af ligdelene viser, at der formentlig er tale om en yngre kvinde. |             |                            |                          |